# Marathon (Saga)
Marathon è un album in studio del gruppo rock canadese Saga, pubblicato nel 2003.

## Tracce
1. Marathon – 4:59
2. How Are You? – 5:22
3. Breathing Lessons – 4:25
4. Hands Up – 3:44
5. Streets of Gold (Chapter 14) – 5:11
6. Blind Side of the Heart – 4:35
7. Return to Forever – 4:26
8. You Know I Know (Chapter 12) – 4:36
9. Too Deep – 4:21
10. Rise & Shine – 3:32
11. Worlds Apart (Chapter 16) – 6:10